# 臧爾心
臧爾心。字子端，号西峰，山西太平縣（今襄汾县）南膏腴村人，清朝翰林。

## 生平
康熙五十年（1711年）辛卯科山西鄉試第一名舉人（解元）。康熙五十二年（1679年）癸巳恩科三甲進士，選翰林院庶吉士，散館授檢討。不久以亲老归里。康熙五十八年（1717年）参撰《太平县志》。康熙六十年（1721年）县大旱，尔心变卖家产，赈济灾民，救活甚众。

## 外部連結
- 臧爾心 （页面存档备份，存于） 山西襄汾